# Ophiuche pigralis
Ophiuche pigralis är en fjärilsart som beskrevs av Paul Dognin 1914. Ophiuche pigralis ingår i släktet Ophiuche och familjen nattflyn. Inga underarter finns listade i Catalogue of Life.